# Babyface (utwór U2)
Babyface – utwór rockowej grupy U2, pochodząca z jej wydanego w 1993 roku albumu, Zooropa. Opowiada ona o mężczyźnie, mającym obsesję na punkcie jednej z gwiazd, która objawiała się przez manipulację jej wizerunkiem w odbiornikach telewizyjnych.
Piosenka została wykonana na żywo tylko pięć razy podczas etapu Zooropa trasy Zoo TV Tour. Wszystkie koncerty miały miejsce w Wielkiej Brytanii. Od tego czasu "Babyface" nigdy nie została zagrana przez zespół na żywo.
W dolnym, lewym rogu okładki albumu znajduje się obrazek, przypominający twarz dziecka. Fani spekulowali, iż ma on związek z piosenką "Babyface" (ang. babyface – twarz dziecka).